# أبو قبيس
أبو قبيس قرية تقع في شمال غربي سوريا تتبع إداريًا إلى منطقة السقيلبية في ناحية سلحب بمحافظة حماة، حيث تربض على موقع جبلي في سهل الغاب غربي نهر العاصي، وتقع شمال غرب مدينة حماة التي تبعد عنها مسافة 45 كيلومترًا. تجاورها عدَّة قرى وبلدات، أبرزها الدالية التي تبعد عنها مسافة 21 كيلومترًا إلى الغرب، واللقبة إلى الجنوب، ودير شميل إلى الجنوب الشرقي، وسلحب إلى الشمال الشرقي، أمَّا نهر البارد فيرقد أبعد في الشمال الشرقي. بلغ عدد سكان أبو قبيس حسب إحصاءات المكتب المركزي للإحصاء 758 نسمة عام 2004، وهم من العلويين، وجلّهم من أنصار المذهب المرشدي.
خلال عهد نظام الأسد، شكَّلت منطقة أبو قبيس مركزًا لتجمّع عشرات المقاصف والنوادي الليلية التي أصبح معظم مرتاديها من الشبيحة بعد اندلاع الثورة السوريَّة.

## التاريخ
خلال الثورة السورية، شكَّلت أبو قبيس واحدة من أبرز التجمعات السكانية الموالية لنظام الأسد في سهل الغاب، حيث كان يوجد فيها العديد من تشكيلات مليشيات الدفاع الوطني والقطع العسكرية المُتمترسة حول القرية.

## المعالم السياحية

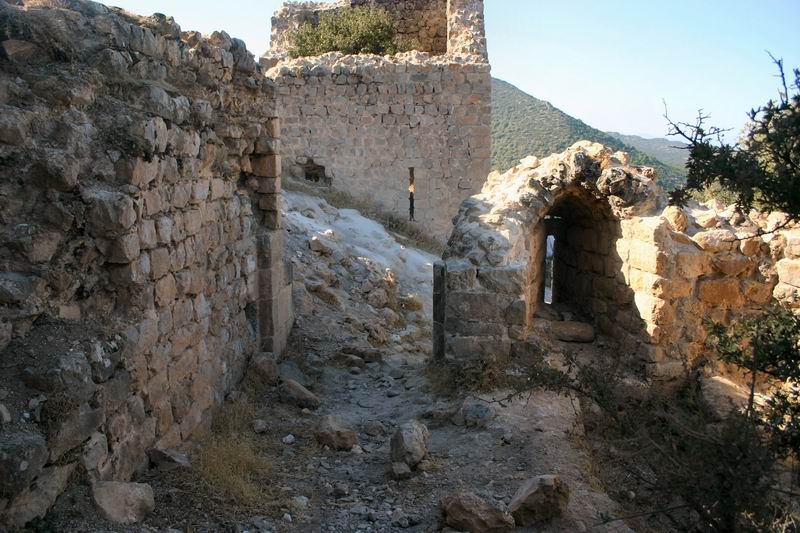
صورة التقطت عام 2004 داخل قلعة أبو قبيس

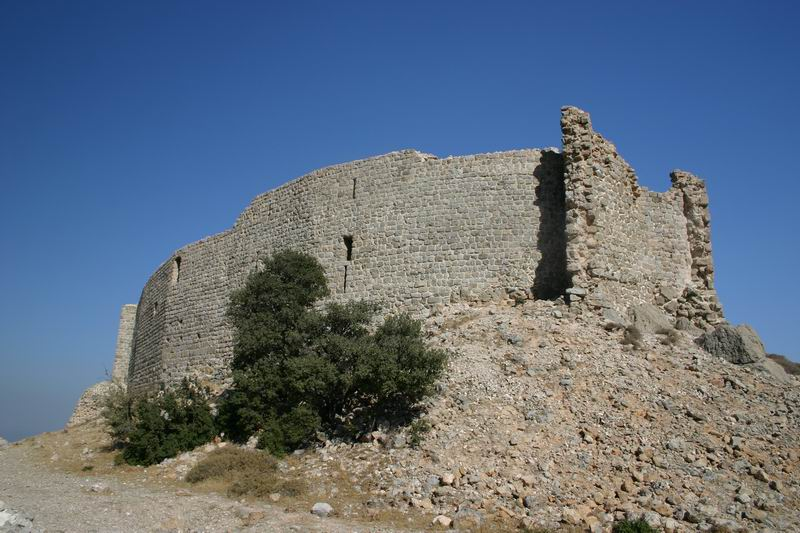
صورة التقطت عام 2004 تبين السور الدفاعي لقلعة أبو قبيس

تغطي منطقة أبوقبيس الغابات واشجار السنديان والصنوبر تحيط بها الجبال المغطاة بالغابات، هناك فوق أحد القمم حصن وقلعة أبو قبيس التاريخية التي تعود للعصر الروماني، وأطلال وسط الغابات السورية وتنساب الينابيع والشلالات في أكثر من مكان وسط الغابات، وهناك نهر أبو قبيس التي تحيط به الجبال من ثلاث جهات وتنتشر المنتزهات والاستراحات والمطاعم على ضفتي النهر التي تمتلئ بالزوار وتتوفر كافة الخدمات في القرية. كما يوجد في المنطقة عدد من المطاعم والمقاصف والنوادي التي تقام فيها الحفلات.